# Metropolitní město Florencie
Metropolitní město Florencie (Città metropolitana di Firenze) je italský správní celek druhé úrovně v regionu Toskánsko. Vznikl ze stejnojmenné provincie v roce 2015. Sousedí na severu s provinciemi Bologna a Ravenna, na východě s provincií Forlì-Cesena, na jihovýchodě s provincií Arezzo, na jihu s provincií Siena, na západě s provinciemi Pisa, Lucca, Pistoia a Prato.

## Okolní provincie
| Růžice kompasu | Pistoia, Prato | Bologna                      | Ravenna      | Růžice kompasu |
| Růžice kompasu | Lucca          | Sever                        | Forlì-Cesena | Růžice kompasu |
| Růžice kompasu | Lucca          | Metropolitní město Florencie | Forlì-Cesena | Růžice kompasu |
| Růžice kompasu | Lucca          | Jih                          | Forlì-Cesena | Růžice kompasu |
| Růžice kompasu | Pisa           | Siena                        | Arezzo       | Růžice kompasu |